# Devin Enterprises

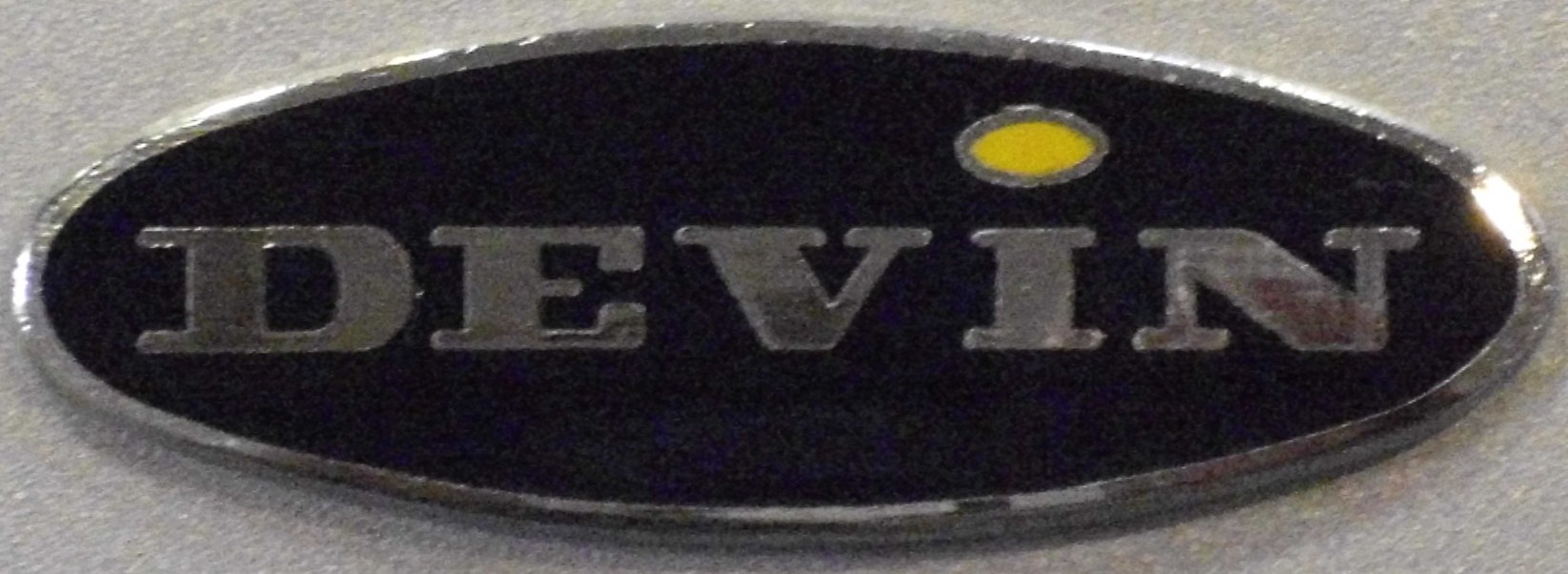
Emblem

Devin Enterprises war ein US-amerikanischer Automobilhersteller, der 1955–1964 in El Monte (Kalifornien) ansässig war. Gründer war Bill Devin. Devin wurde vorwiegend durch seine eleganten GFK-Karosserien bekannt, bot aber auch komplette Automobile an.

## Bill Devin
Bill Devin wurde 1915 in Rocky, Oklahoma in den USA geboren. Der bekannte amerikanische Motorsport-Journalist Henry N. Manney beschrieb ihn einst als den „Enzo Ferrari aus den Okie Flats“. Bill Devins Vater hatte eine Autoreparatur-Werkstatt und später eine Chevrolet-Vertretung, und der neugierige Bill beschäftigte sich mit Autos, lange bevor sein Vater ihn in den väterlichen Betrieb holte. Bill Devin begann schon früh in seinem Leben Autos zu bauen. Außerdem war er ein sehr bekannter und erfolgreicher Rennfahrer.
1954 entschied Bill Devin, dass er mindestens so gut Autos bauen konnte wie jeder andere, besonders wie die Europäer. Er baute einen Hühnerstall in eine Werkstatt um und begann die legendären Devin-Panhards zu konstruieren. Dabei arbeitete er mit Polyester-Karosserien, was in den frühen 1950er Jahren noch sehr innovativ und eine Entwicklung der NASA war. Devin lernte die Kunst, mit Polyester Karosserien herzustellen, sehr schnell. Er setzte diesen neuartigen Werkstoff gezielt zur Gewichtsreduktion seiner Rennsportwagen ein.
Ein weiterer Meilenstein war der von ihm weiterentwickelte Panhard-Motor, der mit einer durch einen Riemen angetriebene obenliegende Nockenwelle ausgerüstet war. Devin vergaß, sich diese Idee patentieren zu lassen, da ihm die Papierarbeit ein Gräuel war.
Das nächste Kapitel im Leben von Bill Devin ist vermutlich das bekannteste. Die attraktiven und in mehreren Variationen einzeln erhältlichen Devin-Karosserien basierten auf dem Design des Ferrari 750 Monza, respektive des Erminis. Mit diesen Karosserien konnten die unterschiedlichsten Chassis ausgestattet werden, vom kleinen Crosley, über den Triumph TR2/3 bis zum mit einem Cadillac-Motor angetriebenen Allard. Die Karosserien wurden bei Devin nicht in einer einzelnen großen Form modelliert, sondern entstanden durch das Zusammenfügen von Varianten von kleineren Form-Einzelteilen; somit ließen sich die Karosserien einfach an unterschiedlichste Chassis-Größen anpassen. Devin wurde schnell der größte und erfolgreichste Produzent dieser Karosserien. Mit seinem Händlernetz lieferte er diese Karosserien nach Europa, Nord-, Mittel- und Südamerika und sogar nach Südafrika.
Devins Konkurrenten in den USA zu jener Zeit waren Firmen wie Byers, Almquist, Alken, La Dawri, Microbond, Fiberfab, Fibersport, Atlas, Kellison, Alied, Conquest, Victress und Microplas, die meisten davon sind schon lange vergessen. Der Name Devin aber hielt und er stand für Top-Qualität bei günstigen Kosten. Devin-Karosserien waren immer sehr glatt und das Finishing war besser als bei Konkurrenzprodukten.
Bill Devin baute auf Basis des Erfolges der Karosserien auch vollständige Autos mit einem eigenen Gitterrohrrahmen. Der Devin C auf Basis des Chevrolet Corvair und der Devin D (D steht für Deutsch) auf Basis des Porsche 356 bzw. VW Käfer. Mit dem Devin SS verwirklichte sich Devin seinen Traum, schnelle, leistungsstarke komplette Fahrzeuge zu bauen. Der Devin SS wurde ein berühmtes und auf vielen Rennstrecken erfolgreiches Auto, der finanzielle Erfolg blieb jedoch aus.

## Modelle

### Devin SS

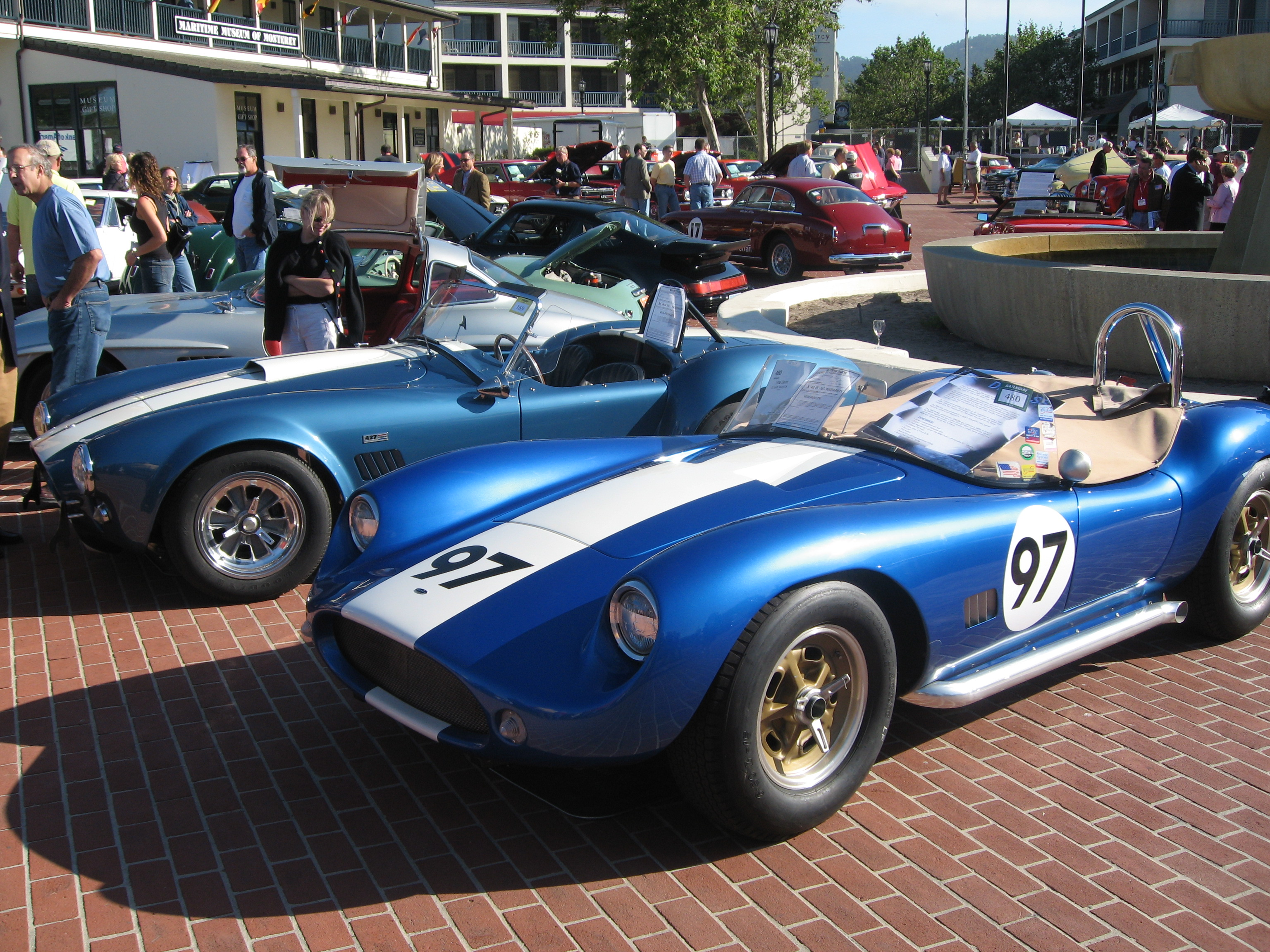
Devin SS (1958)

1955 wurde als erstes Modell der SS (Super Sport) vorgestellt. Sein Fahrgestell mit 2337 mm Radstand kam aus Irland. Darauf wurde eine zweisitzige Roadster-Karosserie montiert. Der obengesteuerte V8-Motor der Chevrolet Corvette mit 4638 cm³ Hubraum entwickelte 220 bhp (162 kW) Leistung und sorgte für eine Beschleunigung von 0–100 km/h in 4,8 s und eine Höchstgeschwindigkeit von 225 km/h. Die Motorkraft wurde über ein manuelles Vierganggetriebe von Borg-Warner an die De-Dion-Achse weitergeleitet. Aufgrund des hohen Verkaufspreises von US$ 5950,-- konnten bis 1958 nur 15 Exemplare abgesetzt werden.

### Devin Panhard
Devin modifizierte einen Panhard Dyna Z mit seinem Zweizylinder-Boxermotor mit 851 cm³ Hubraum, indem er modifizierte Zylinderköpfe von der Norton Manx aufsetzte. Die beiden obenliegenden Nockenwellen wurden durch Zahnriemen angetrieben. Das Wettbewerbsfahrzeug gewann 1956 die Meisterschaft des Sports Car Club of America (SCCA).

### Devin D

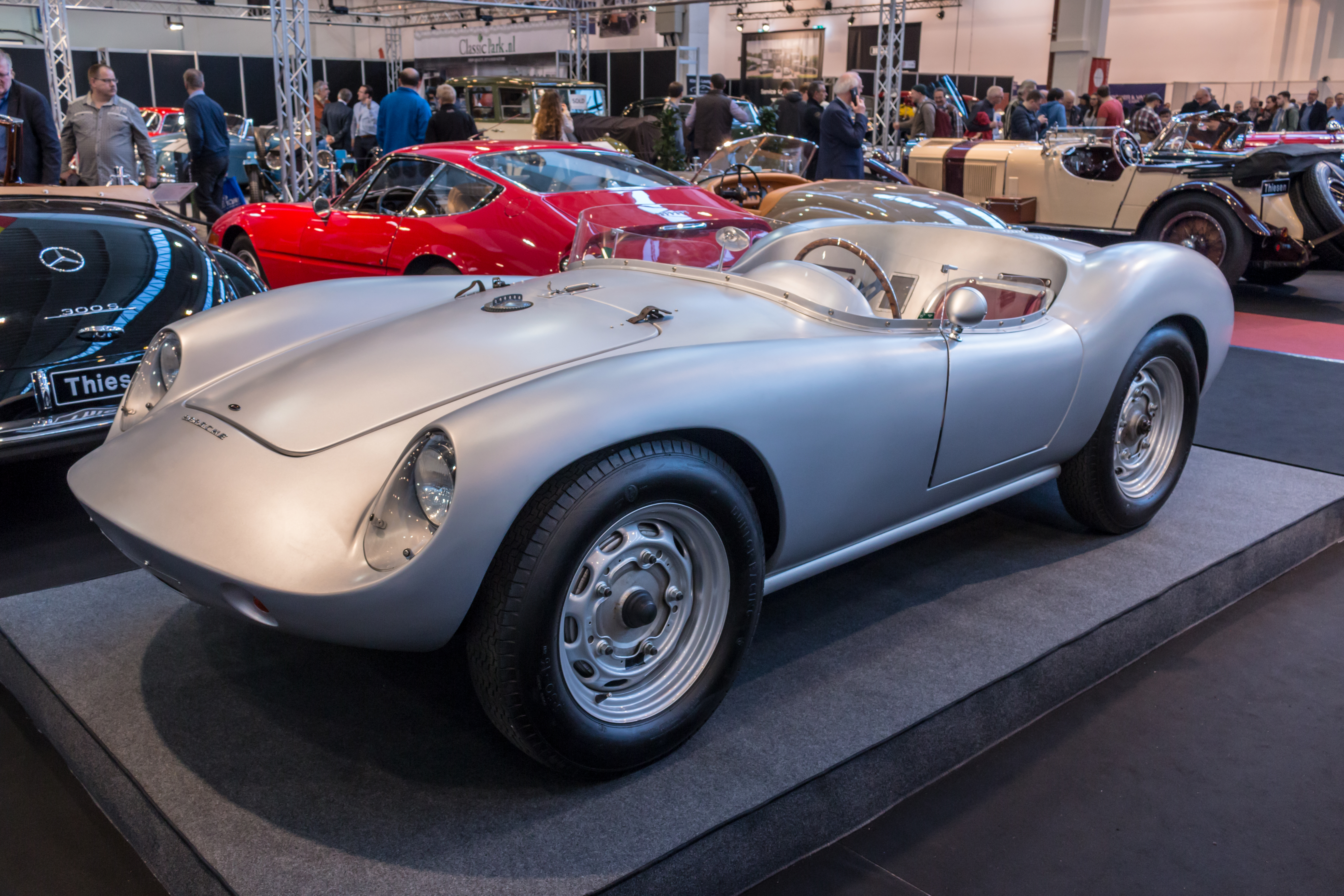
Devin D Porsche

1959 versuchte es Devin mit dem wesentlich kleineren Modell D. Der Radstand des Volkswagen-Chassis lag bei 2083 mm und hinten waren luftgekühlteVierzylinder-Boxermotoren von Volkswagen oder Porsche eingebaut. Der VW-Motor besaß 1191 cm³ Hubraum und leistete 36 bhp (26,5 kW) bei 3700 min−1, der Porsche-Motor wartete mit 1586 cm³ Hubraum auf und gab 70 bhp (51 kW) bei 4500 min−1 ab. Der Verkaufspreis der Version mit VW-Motor lag bei 2950 USD. Die Fertigungszahlen bis zur Modelleinstellung sollen 46 betragen.

### Devin C
1961 versah Devin Fahrgestell und Karosserie des Modells D mit dem Sechszylinder-Boxermotor aus dem Chevrolet Corvair. Auch dieser Motor war luftgekühlt und schöpfte aus 2376 cm³ Hubraum eine Leistung von 80 bhp (59 kW) bei 4400 min−1. Das Ergebnis hieß Modell C. Es wurde noch bis 1964 gebaut; die Fertigungszahlen sind auch in diesem Falle nicht bekannt.

### Weitere Modelle

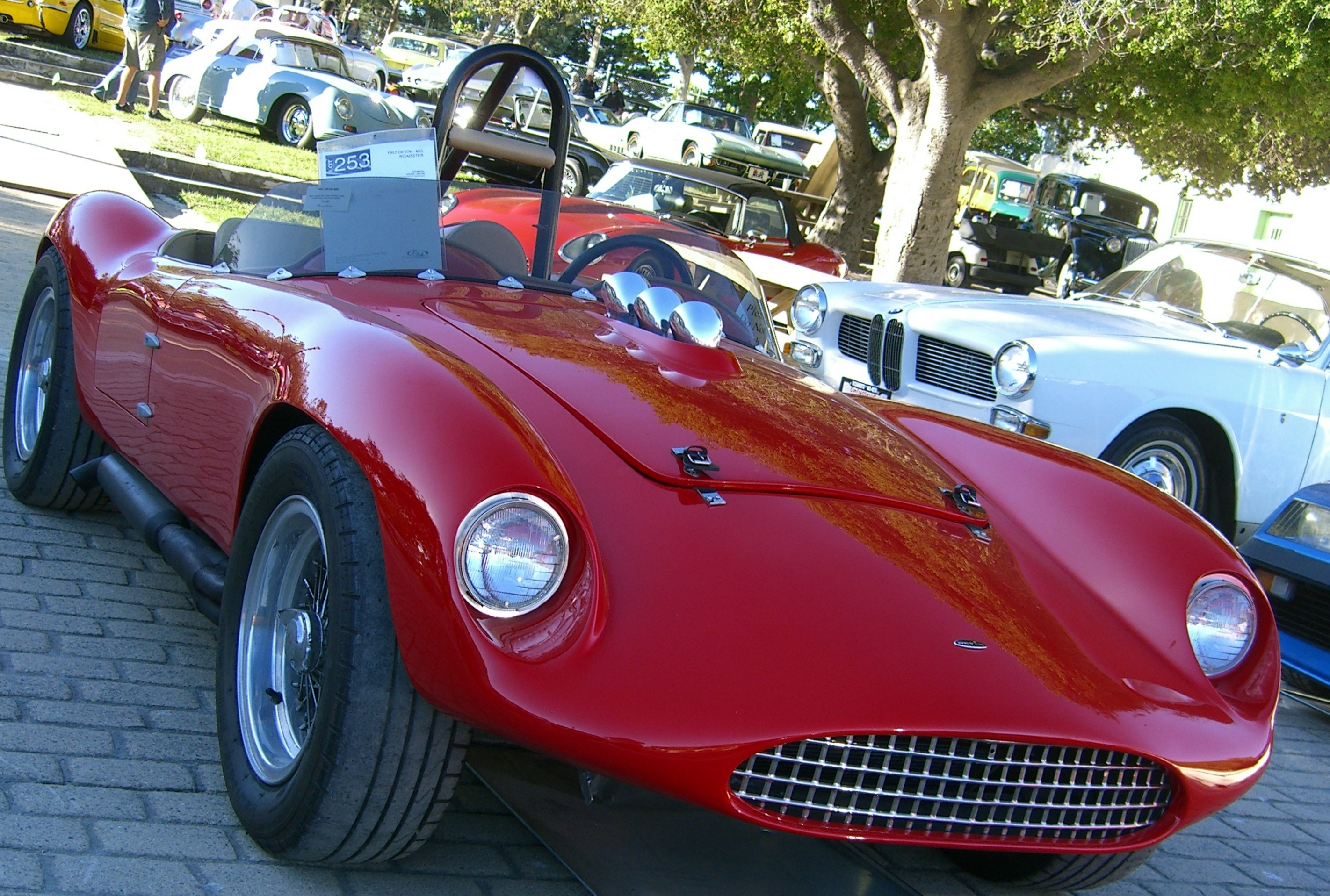
1957 Devin-MG (1957), heute mit 4,6 l-V8 aus dem Devin SS

- Devin F (auf Basis des Triumph TR3)
- Devin GT
- Devin-MG
- Roosevelt-Devin
- Bandini mit Devin-Karosserie